# Gargara elegans
Gargara elegans är en insektsart som beskrevs av Kato 1928. Gargara elegans ingår i släktet Gargara och familjen hornstritar. Inga underarter finns listade i Catalogue of Life.